# ناول مدنی
ناول مدنی (انگلیسی: Nawell Madani) یک بازیگر، کمدین، مجری تلویزیونی و تهیه‌کننده بلژیکی‌تبار است.
از آثار برجسته بازیگری او می‌توان به فیلم باغبان (۲۰۲۵) اشاره کرد.